# Marvin Plattenhardt
Marvin Plattenhardt (sinh ngày 26 tháng 1 năm 1992) là một cầu thủ bóng đá chuyên nghiệp người Đức thi đấu ở vị trí hậu vệ trái cho câu lạc bộ Hertha BSC tại Bundesliga.